# Daisugi
Daisugi (台杉) és una tècnica japonesa semblant al bosc menut (o coppicing), utilitzada als arbres de Criptomèria (sugi). El terme es tradueix aproximadament com "cedre de plataforma".

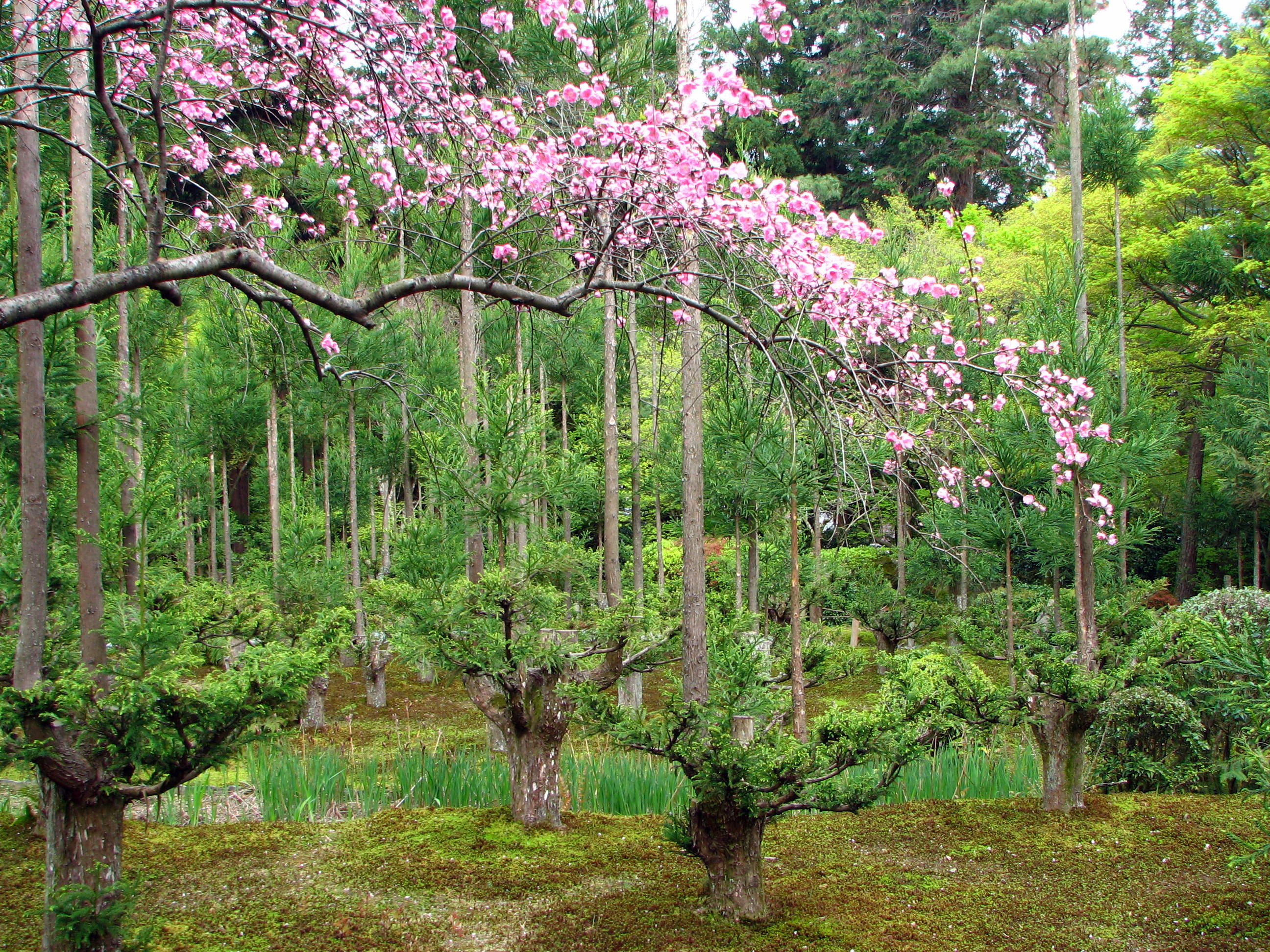
Arbres Daisugi a Ryōan-ji.

Els brots de la base de l'arbre es poden perquè el tronc es mantingui recte. Es creu que la producció de troncs per daisugi va començar en el període Muromachi. En aquell moment, la cerimònia del te es va fer popular en part perquè els troncs de daisugi s'utilitzaven en la construcció de la sala de te, per exemple per a l'alcova de tokonoma. La zona de Kitayama de Kyoto es va fer especialment coneguda per la seva silvicultura de daisugi.
Al segle XIV, una forma d'arquitectura Sukiya-zukuri molt recta i estilitzada estava molt de moda al Japó. Però simplement no hi havia prou matèries primeres per construir aquestes cases per a tots els nobles o samurais que en volien una. D'aquí aquesta solució intel·ligent d'aplicar tècniques de bonsai als arbres.
Aquesta tècnica dona com a resultat una collita de troncs rectes sense haver de tallar tot l'arbre. Encara que originàriament era una tècnica de gestió forestal, el daisugi també ha trobat el seu camí als jardins japonesos.